# Carpio de Azaba
Carpio de Azaba – gmina w Hiszpanii, w prowincji Salamanka, w Kastylii i León, o powierzchni 70,45 km². W 2011 roku gmina liczyła 108 mieszkańców.